# Kinnara spectra
Kinnara spectra är en insektsart som beskrevs av William Lucas Distant 1912. Kinnara spectra ingår i släktet Kinnara och familjen Kinnaridae. Inga underarter finns listade i Catalogue of Life.